# Tapio Tapiovaara
Kaarle Tapio (Tapsa) Tapiovaara, född 7 november 1908 i Sordavala, död 16 oktober 1982 i Leningrad, var en finländsk konstnär. Han var bror till Nyrki och Ilmari Tapiovaara. 
Tapiovaara blev student 1930, studerade vid Konstindustriella centralskolan 1931–1935, vid Finska konstföreningens ritskola 1935–1936 och vid Fria målarskolan 1936–1939. Han företog studieresor till Skandinavien, Sovjetunionen, Tjeckoslovakien, Indien, Kina och Japan. Han var konstnär hos WSOY 1942–1944, Kansankulttuuri Oy 1944–1945, Kuvatyö Oy 1947–1951 och Seximo Ab 1951–1952. Han verkade som fri konstnär samt som illustratör, iscensättare vid teatern och filmen. Han höll utställningar i hem- och utlandet.
Tapiovaara var ordförande i Samfundet Finland-Tjeckoslovakien, viceordförande i Samfundet Finland-Sovjetunionen, direktionsmedlem i Eino Leinon Seura och av finländska kulturella och konstnärliga kommittéer. Han var medarbetare i talrika tidskrifter och utförde illustrationer till bland andra Edith Södergran, Elmer Diktonius, Eino Leino samt finska folksagor, monumentalmålningar för Sjömansunionen 1951, Kulturhuset i Helsingfors 1962, i Uleåborg 1964, Finlands byggnadsarbetares hus 1965 och Ålands aktiebank 1966. Han blev hedersmedlem av Vänskapsinstitutet i Prag 1964 och tilldelades Pro Finlandia-medaljen 1972.

## Utmärkelser
- Pro Finlandia-medaljen av Finlands Lejons orden,  6 december 1972[1]
- Folkens vänskapsorden,  1978[2]
- Tjeckoslovakiens vänskapsorden,  7 november 1978[3]
- Frihetsmedaljens 1. klass[4]
- Frihetsmedaljens 2. klass[4]

[Redigera Wikidata]